# Marek Leśniewski
Marek Leśniewski, nacido el 24 de abril de 1963 en Bydgoszcz, fue un ciclista polaco, profesional entre 1994 y 1997.

## Palmarés
| 1982 - 3º del Campeonato de Polonia de Ciclismo Contrarreloj 1983 - 3º del Campeonato de Polonia de Ciclismo Contrarreloj 1984 - 1 etapa de la Milk Race - 2 etapas del Tour de Polonia 1985 - Tour de Polonia, más 2 etapas 1986 - 1 etapa de la Milk Race 1987 - 3º del Campeonato de Polonia de Ciclismo Contrarreloj 1988 - 1 etapa del Tour de Olympia - 2º en el Campeonato olímpico en contrarreloj por equipos 1989 - 2º en el Campeonato del mundo en contrarreloj por equipos | 1991 - Campeonato de Polonia en Contrarreloj - Campeonato de Polonia en Ruta 1992 - 3º del Campeonato de Polonia de Ciclismo Contrarreloj 1993 - Campeonato de Polonia en Ruta - 3º del Campeonato de Polonia de Ciclismo Contrarreloj - 1 etapa del Tour de Polonia - París-Roubaix sub-23 1995 - 1 etapa del Tour de Poitou-Charentes 1996 - 2º en el Campeonato de Polonia en Ruta 1997 - 1 etapa de la Carrera de la Solidaridad y de los Campeones Olímpicos 1999 - 1 etapa del Tour de Bretaña |

## Resultados en las grandes vueltas
| Carrera         | 1994 | 1995 | 1996 | 1997 |
| --------------- | ---- | ---- | ---- | ---- |
| Giro de Italia  | -    | -    | -    | -    |
| Tour de Francia | -    | -    | Ab.  | -    |
| Vuelta a España | -    | -    | -    | -    |
| Mundial en Ruta | -    | -    | -    | -    |

-: no participa

Ab.: abandono

## Equipos
- Aubervilliers 93-Peugeot (1994-1996)
- BigMat-Auber 93 (1997)